# Spodnja Dobrava, Radovljica
Spodnja Dobrava este o localitate din comuna Radovljica, Slovenia, cu o populație de 50 de locuitori.